# Lars Kober
Lars Kober (n. 19 octombrie 1976, Berlin, RDG) este un canoist ce a reprezentat Germania, medaliat olimpic. A participat la o ediție a Jocurilor Olimpice (2000) în care a câștigat o medalie de bronz.

## Participări
Lista de mai jos prezintă principalele competiții la care a participat Lars Kober de-a lungul carierei sale.
- canoeing at the 2000 Summer Olympics – men's C-2 1000 metres[*]